# 比尔·巴特勒
威爾默·卡布勒·「比尔」·巴特勒（英語：Wilmer Cable "Bill" Butler，1921年4月7日—2023年4月5日
）出生于美国科罗拉多州特勒县，为美国著名的電影摄影师，曾为好莱坞拍摄过诸多的电影作品。

## 作品
- 魔鬼天使，Evil Angel （2009）
- 超时空甩尾，Redline （2007）
- 乔伊和马克思，Joe and Max （2002）
- 狂蟒之灾1，Anaconda （1997）
- Flipper （1996）
- 无敌当家2，Beethoven's 2nd （1993）
- Hot Shots! （1991）
- 鬼娃回魂2，Child's Play （1988）
- 洛奇4，Rocky IV （1985）
- 洛奇3，Rocky III （1982）
- Stripes （1981）
- It's My Turn （1980）
- 洛奇2，Rocky II （1979）
- 魔羯星一號，Capricorn One （1978）
- 油脂，Grease （1978）
- 天魔续集，Damien: Omen II （1978）
- 飞越疯人院，One Flew Over the Cuckoo's Nest （1975）
- 大白鲨，Jaws （1975）
- 对话，The Conversation （1974）
- 开车，他说；Drive, He Said （1971）